# Битва під Філомеліоном
Битва під Філомеліоном, Бій під Філомелієм — військове зіткнення, що відбувалось впродовж кількох днів коло міста Філомеліон (нині Акшехір) у 1117 році між арміями імператора Алексія I (Αλέξιος Α' Κομνηνός) та сельджуцького султана Руму Малік-шаха (مَلِك شاه) . Була одним із епізодів візантійсько-сельджуцьких воєн. Результатом битви стала поразка сельджуцьких військ та успішна евакуація частини християнських мешканців із небезпечної прикордонної зони. Головним джерелом інформації про битву є історична хроніка Анни Комніни «Алексіада».

## Передумови
Після битви при Манзікерті, турки-сельджуки захопили майже всю територію Малої Азії, що мало катастрофічні наслідки для Візантії. Було втрачено значну, критично важливу для набору армії та економіки, кількість населення та створено безпосередню загрозу столиці. Перший хрестовий похід, організований на прохання імператора Алексія І, допоміг відновити контроль над більшою частиною втрачених земель, однак перші невдачі хрестоносців на початку ХІІ століття, відкрили сульджукам шлях до нових нападів. Після кількох вдалих наїздів, вони знову завоювали центральну частину Анатолії. Просування сельджуків на Захід було зупинено лише у 1113 році коло Нікеї (нині Ізник). У 1116 році імператор Алексій І, зумів звільнити території у Пн.-Західній частині Анатолії. Здобувши перемогу над невеликими силами турок коло Пеманенону, він розпочав похід з метою їх витіснення з Іконія, що дозволило б, знову відновити контроль на центральною частиною Малої Азії.

## Похід на схід

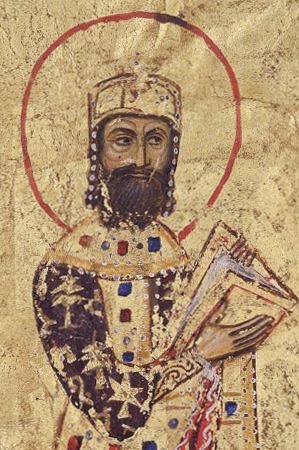
Василевс Алексій І

Алексій І, будучи добре ознайомленим із тактикою бою притаманною для сельджуків, здійснив реформу шикування свого війська, з метою нейтралізації його вразливості від атак лучників — головної ударної сили турків. З подальших подій, можна зробити висновок, що новий порядок шикування мав вигляд паратаксису — великого прямокутника, зовнішній периметр якого складався із піхотинців, за якими розташовувались вершники. Всередині залишалось вільне місце в якому розташовувалась поклажа та переселенці, котрі йшли із армією. Вишикуване таким чином військо посунулось до Сантавариса, звідки окремі його відділи стали здійснювати напади на зайняті сельджуками сусідні міста — Полівот, Кедрея, Аморій, Піманин. Атаки завершились успіхом, однак, від воїнів стала доходити інформація про перебування неподалік численного сельджуцького війська. Для боротьби із цим військом він відправив сили своїх трьох воєнначальників — Варди (сина Вурци, колишнього власника земель де були помічені війська турок), Георгія Левуна та скіфа Пітіки. Сам же Алексій продовжив рухатись у напрямку Іконія. Для безпеки християн, він обрав тактику їх виселення із загрожених війною територій та долучення до обозу своєї армії. Однак, наміри наступу на Іконій, зіткнулись із серйозними труднощами. Алексій отримав повідомлення про те, що турки спалили всі лани та луки, щоб залишити без їжі візантійських воїнів та коней. Крім того, з півночі стали підходити нові сельджуцькі сили. Дилему імператор вирішив за допомогою жеребу. На двої листках було записано два напрямки подальшого продовження походу — на Іконій або Філоміліон (Філомілій), які були покладені на вівтар. Після ночі молитов та пісноспівів, священик, зранку взяв один із листків та прочитав запис про похід на Філомілій.

## Зіткнення

### Здобуття Філомеліону та марш паратаксису
У час, коли василевс повертав до Філоміліону, відправлений проти скупчень сельджуцьких військ відділ Варди, разом із масою евакуйованих ним із довколишніх містечок жителів зав'язав битву із сильним відділом турків, та бачачи складність ситуації посилає по допомогу до імператора. Алексій розгорнув військо у бойовий порядок: авангард під його власним командуванням, ар'єргард — під командуванням Какавмена, правий фланг — під командуванням Врієннія та лівий фланг — під командуванням Гавра. Армія василевса без бою зайняла Філомелій, так як всі турецькі воїни покинули його, та ряд інших укріплених місць. Після цього були відправлені нові загони для захоплення території та визволення полонених. Вони та всі християни, які бажали вирушити за імператором були розміщені всередині паратаксису, а військо що прямокутником оточило їх вирушило назад. Дорогою його з двох боків, ховаючись, супроводжували сельджуцькі війська Малік-шаха, не відважуючись, однак, напасти. Коли війська вийшли на рівнину, турки розпочали атаки на імператорську армію, що продовжувались цілий день, але не принесли успіху. Вночі, коли «паратаксис» зупинився, воїни Малік-шаха відійшли на прилеглі пагорби, запалили вогнища, а зранку відновили напади.

### Прибуття Килич-Арслана. Усебічні атаки на імператорську армію
У цей же день, до армії Малік-шаха прибув султан Килич-Арслан, котрий відразу ж запропонував здійснити повноцінну атаку паратаксису, на що не зважувався обережний Малік-шах. Сельджуки з усіх сторін атакували паратаксис, однак головний удар припав на ар'єргард, який опинився під загрозою розгрому. Командувачі флангами: лівим — порфірородний царевич Андронік та правим — кесар Никифор Врієнній, залишались на своїх місцях, не бажаючи порушити стрій паратаксису. Однак, спочатку Андронік, а згодом і Никифор прийшли на допомогу ар'єргарду і сельджуки знову відступили на пагорби. Багато турок було убито і полонено. Султан переслідуваний скіфами, ледве врятувався, оскільки в темряві скіфи не впізнали його і захопили у полон його чашника. Наступного вечора, коли візантійська армія увійшла у тісну рівнину між горбами, перебіжчик попередив турок про надто щільне розташування наметів у таборі василевса, котрий зупинився на ніч — вразливого для обстрілу із стріл. Проте імператор був вчасно попереджений і, щоб уникнути обстрілу розділив військо на дві частини, одну з яких відправив за межі табору.
Наступного дня, відбувся ще один рішучий наступ турок на візантійські армію, однак розірвати шикування паратаксису так і не вдалось. Після чого Килич-Арслан та Малік-Шах, прийяли рішення розпочати із Алексієм мирні переговори.

### Переговори
Анна Комнина, описуючи церемоніал зустрічі лідерів протиборчих сторін, відзначає шанобливе ставлення турок до імператора та усвідомлення ними його особливої значимості. Проте і василевс виявив жести поваги до свого суперника, передавши йому одного із кращих своїх коней та одягнувши його у свій плащ. Представляючи сторону переможця Алексій І виголосив свої умови миру, за якими турки мали припинити напади на християн, підкоритись василевсу та повернутись до становища, яке існувало до битви під Манзікертом. За це їм були обіцяні подарунки та титули.

## Підсумки
Не дивлячись на перемогу, умови миру залишились досить умовними. Після поразки Малік-Шах зіткнувся із змовою проти нього, яку він не зумів приборкати. В результаті Малі-шах був убитий, своїм давнім суперником султаном Масудом. Результати битви мали двоякий характер. З одного боку, натиск турків було стримано, авторитет імперії зміцнений, однак, з іншого боку, значна кількість християнського населення була виселена із центральної Анатолії на захід, що ослабило римський вплив у регіоні.

## Зауваги
1. ↑  Ймовірно данішменди
2. ↑  У тогочасній Візантій “скіфами” переважно називали жителів Пд.Русі